# Aphonopelma cryptethum
Aphonopelma cryptethum är en spindelart som beskrevs av Chamberlin 1940. Aphonopelma cryptethum ingår i släktet Aphonopelma och familjen fågelspindlar. Inga underarter finns listade i Catalogue of Life.